# Хабарне
Хаба́рне (рос. Хабарное) — село у складі Новотроїцького міського округу Оренбурзької області, Росія.

## Населення
Населення — 1701 особа (2010; 1593 у 2002).
Національний склад (станом на 2002 рік):
- росіяни — 80 %